# Zhengjiahe Shuiku
Zhengjiahe Shuiku är en reservoar i Kina. Den ligger i provinsen Hubei, i den centrala delen av landet, omkring 130 kilometer nordväst om provinshuvudstaden Wuhan. Zhengjiahe Shuiku ligger 97 meter över havet. Arean är 9,0 kvadratkilometer. I omgivningarna runt Zhengjiahe Shuiku växer i huvudsak blandskog. Den sträcker sig 8,8 kilometer i nord-sydlig riktning, och 7,6 kilometer i öst-västlig riktning.
Genomsnittlig årsnederbörd är 1 226 millimeter. Den regnigaste månaden är september, med i genomsnitt 179 mm nederbörd, och den torraste är december, med 15 mm nederbörd.